# Bhati
Bhati è una suddivisione dell'India, classificata come census town, di 15.882 abitanti, situata nel distretto di Delhi Sud, nello territorio federato di Delhi. In base al numero di abitanti la città rientra nella classe IV (da 10.000 a 19.999 persone).

## Società

### Evoluzione demografica
Al censimento del 2001 la popolazione di Bhati assommava a 15.882 persone, delle quali 8.744 maschi e 7.138 femmine. I bambini di età inferiore o uguale ai sei anni assommavano a 2.852, dei quali 1.518 maschi e 1.334 femmine. Infine, coloro che erano in grado di saper almeno leggere e scrivere erano 7.447, dei quali 5.127 maschi e 2.320 femmine.